# VIPR1
VIPR1 (англ. Vasoactive intestinal peptide receptor 1) – білок, який кодується однойменним геном, розташованим у людей на короткому плечі 3-ї хромосоми.  Довжина поліпептидного ланцюга білка становить 457 амінокислот, а молекулярна маса — 51 547.
| 10         |  | 20         |  | 30         |  | 40         |  | 50         |
| ---------- |  | ---------- |  | ---------- |  | ---------- |  | ---------- |
| MRPPSPLPAR |  | WLCVLAGALA |  | WALGPAGGQA |  | ARLQEECDYV |  | QMIEVQHKQC |
| LEEAQLENET |  | IGCSKMWDNL |  | TCWPATPRGQ |  | VVVLACPLIF |  | KLFSSIQGRN |
| VSRSCTDEGW |  | THLEPGPYPI |  | ACGLDDKAAS |  | LDEQQTMFYG |  | SVKTGYTIGY |
| GLSLATLLVA |  | TAILSLFRKL |  | HCTRNYIHMH |  | LFISFILRAA |  | AVFIKDLALF |
| DSGESDQCSE |  | GSVGCKAAMV |  | FFQYCVMANF |  | FWLLVEGLYL |  | YTLLAVSFFS |
| ERKYFWGYIL |  | IGWGVPSTFT |  | MVWTIARIHF |  | EDYGCWDTIN |  | SSLWWIIKGP |
| ILTSILVNFI |  | LFICIIRILL |  | QKLRPPDIRK |  | SDSSPYSRLA |  | RSTLLLIPLF |
| GVHYIMFAFF |  | PDNFKPEVKM |  | VFELVVGSFQ |  | GFVVAILYCF |  | LNGEVQAELR |
| RKWRRWHLQG |  | VLGWNPKYRH |  | PSGGSNGATC |  | STQVSMLTRV |  | SPGARRSSSF |
| QAEVSLV    |  |            |  |            |  |            |  |            |

A: Аланін

C: Цистеїн

D: Аспарагінова кислота

E: Глутамінова кислота

F: Фенілаланін

G: Гліцин

H: Гістидин

I: Ізолейцин

K: Лізин

L: Лейцин

M: Метіонін

N: Аспарагін

P: Пролін

Q: Глутамін

R: Аргінін

S: Серин

T: Треонін

V: Валін

W: Триптофан

Кодований геном білок за функціями належить до 
G-білокспряжених рецепторів, білків внутрішньоклітинного сигналінгу. 
Задіяний у таких біологічних процесах як поліморфізм, альтернативний сплайсинг. 
Локалізований у клітинній мембрані. З рецептором зв'язується нейропептмд PACAP.